# Hyphoderma anasaziense
Hyphoderma anasaziense är en svampart som beskrevs av Lindsey 1986. Hyphoderma anasaziense ingår i släktet Hyphoderma och familjen Meruliaceae.   Inga underarter finns listade i Catalogue of Life.